# Eremedaille van de Strijdkrachten
De Eremedaille van de Strijdkrachten werd in 1953 ingesteld door de regering van Zuid-Vietnam. Men verleende de medaille in twee graden, in goud en in zilver, aan militair personeel van Zuid-Vietnam en andere regeringen voor actieve bijdrage aan de Zuid-Vietnamese militaire organisatie en training van Vietnamese legereenheden. De medaille werd vaak aan Amerikaanse adviseurs uitgereikt.
De medaille werd dus voor verdiensten achter het front van de Vietnamoorlog verleend. De Amerikaanse bondgenoten van het door communistische agressie bedreigde Zuid-Vietnam vergeleken het kruis met hun Eervolle Vermelding, de ("Commendation Medal").
In het centrale medaillon is een draak afgebeeld. Draken zijn in de tradities van het Verre Oosten een gelukbrengend motief.
- De goudkleurige Eremedaille Ie Klasse werd aan een geel en lichtblauw en rood lint op de linkerborst gedragen.

Deze graad was bestemd voor officieren.
- De zilverkleurige Eremedaille IIe Klasse werd aan rood lint met groene strepen op de linkerborst gedragen.

Deze graad was bestemd voor onderofficieren en manschappen.
De medaille, het is eigenlijk een kruis, werd met een beugel in de vorm van een kleine lauwerkrans aan het lint vastgemaakt, Het lint is volgens sommige bronnen voor de twee klassen verschillend. Anderen geven voor de goudkleurige en de zilverkleurige medaille dezelfde kleuren.